# Żelkowo
Żelkowo (kaszb. Żelkòwa lub też Kaszëbsczé Zelkòwò, niem. Wendisch Silkow) – wieś w Polsce położona w województwie pomorskim, w powiecie słupskim, w gminie Główczyce na Pobrzeżu Słowińskim nad rzeką Łupawą przy drodze wojewódzkiej nr 213.
W latach 1975–1998 miejscowość administracyjnie należała do województwa słupskiego.

## Nazwa
Nazwa miejscowości, wzmiankowana po raz pierwszy w formie Selleckaw w 1485, ma pochodzenie słowiańskie i chatakter dzierżawczy. Powstała przez dodanie do nazwy osobowej *Żelek (Żelimysł, Żeliwuj) formantu -owo. Friedrich Lorentz odnotował formę nazwy w lokalnych gwarach słowińskich: Žĕlkʉ̀ɵ̯vă wraz z nazwami mieszkańców: Žìe̯lkɵvjȯu̯n, Žìe̯lkɵvjȯu̯nkă „żelkowianin, żelkowianka”. Niemiecka nazwa Wendisch Silkow jest adaptacją fonetyczną pierwotnej nazwy słowiańskiej z wyróżnikiem wendisch „wendyjski, słowiański”, dodanym w celu odróżnienia od miejscowości Groß Silkow „Żelki” i Klein Silkow „Żelkówko”, zlokalizowanych na południe od Słupska. W latach 1937–1945 miejscowość nosiła nazwę Schwerinshöhe – jest to tzw. chrzest nazewniczy o charakterze pamiątkowym, złożony z dwóch członów: nazwy osobowej Schwerin (upamiętnienie grafa Gustava von Schwerin-Schojow, budowniczego małej elektrowni wodnej w Żelkowie) i nazwy pospolitej Höhe „wyniosłość, wyniesienie terenu”.
Rada Języka Kaszubskiego proponuje kaszubską formę nazwy Żelkòwò.

## Zabytki
We wsi znajduje się kościół filialny pw. św. Antoniego (parafia Wrzeście), z pierwszej połowy XIX wieku, kamienny i dwa murowane domy z początków XX wieku. Koło kościoła pomnik poległych w I wojnie światowej. Nieopodal wsi elektrownia wodna uruchomiona w 1906.